# Magyar Radikális Párt
A Magyar Radikális Párt (MRP) egy rövid életű radikális baloldali párt volt a második világháború utáni Magyarországon, 1945 és 1949 között. Rövid fennállása alatt két választáson is indult; 1945-ben nem sikerült bejutnia, 1947-ben azonban hat képviselőt tudott az országgyűlésbe delegálni, nagyrészt az az évben a Szociáldemokrata Pártból az MRP-be átült Peyer Károly és híveinek ismertsége illetve azok támogatói bázisa révén.
1989-ben megpróbálták újraindítani, de támogatottság híján nem volt hosszú életű.

## Története
A pártot 1944 novemberében, a nyilas uralom alatt kezdte el szervezni majdani első elnöke, Csécsy Imre, a Jászi Oszkár vezette (Országos) Polgári Radikális Párt mintájára, de Jászi akarata ellenére, hisz ő egy lazább szövetséget képzelt el, ami ténylegesen nem szól bele Magyarország belpolitikájába. Az MRP 1945. március 3-án tartotta alakuló ülését, elnökének Csécsyt választották, 1945 októberében pedig elindult a párt lapja, a Haladás, az akkoriban ismert és sikeres svájci Weltwoche c. lap mintájára. A lap első főszerkesztője Csécsy lett, azonban ezt a posztot a – Csécsytől idegen – agresszív, harcias, támadó stílust megütő Zsolt Béla „elragadta” és rövid idő alatt az újságot saját képére formálta. Zsolt Béla publicistaként ismertségével egyfelől használt a pártnak, másfelől azonban izgága, gyűlölködő természetével, össze-vissza vagdalkozásaival, gyakorta bántó, durva megfogalmazásaival ártott is annak.
Ideológiáját tekintve az MRP a Magyar Nemzeti Függetlenségi Front programját támogatta, önmagát a radikális baloldali értelmiség pártjának tekintette. Ebből kifolyólag az első világháború után létrejött, Jászi Oszkár vezette (Országos) Polgári Radikális Párt egyenes ági folytatásának definiálta magát, habár Csécsy párton belüli frakcióknak tett engedményei miatt maga Jászi (aki már a PRP idején is kapcsolatban állt Csécsyvel és elsőre helytelenítette a párt létrejöttét) többször is bírálta az MRP politikai vonalvezetését.
Az 1945-ös választáson csúnyán leszerepelt a párt, alig több, mint öt- és félezer (5763) szavazatot gyűjtött be, ami az összes szavazat mindössze 0,12%-a volt, mandátumhoz nem jutottak. A Szociáldemokrata Pártból 1947 elején elüldözött Peyer Károly csatlakozásával nagyot nyert a párt, az abban az évben megtartott, később kékcédulás választások néven elhíresült 1947-es országgyűlési választáson a Peyerre szavazó volt SZDP-sek révén hat mandátumhoz jutottak a 411-ből (pártlistáról, egyéni mandátumot nem nyertek). Peyer a hatból öt helyre tartott igényt (egyet magának, négyet pedig elvbarátainak követelt), míg a vitából kimaradó egy mandátumot az MRP-re hagyta. Ez utóbbit Zsolt Béla kapta. A követelésből kipattant belső viták során Peyer és az MRP kölcsönösen „mandátumtolvajnak” nevezte a másikat, a civakodásnak végül Peyer 1947 novemberi emigrálása vetett véget, így a fennmaradó öt helyre is MRP-tag került, köztük az elnök Csécsy Imre is.
Ekkoriban a párton belüli hangadó mindinkább Zsolt Béla lett, akit végül 1948-ban pártelnökké választottak. Zsolt vezetésével 1948-ban előbb (önállóságuk fenntartása mellett) a Polgári Demokrata Párttal „Polgári Radikális Pártszövetség” néven egységbe tömörültek, illetve ezzel egy időben a kommunisták „társutasává” süllyedtek, majd rövidesen számos kisebb és nagyobb párttal együtt önként beolvadtak az újonnan alakult Magyar Függetlenségi Népfrontba. Önállósága de facto a Népfront alakulásával, 1949. február 1-jén szűnt meg. A polgári demokraták márciusban beolvadtak az addigra már a Népfrontba belépett MRP-be
Az 1949. május 15-i választásokon már nem szerepeltek pártlisták, kizárólag a Népfrontra lehetett szavazni. Ennek listájáról végül kettő polgári radikális képviselő kapott helyet a parlamentben. Véglegesen csak a választások után számolták fel a Magyar Radikális Pártot. Csécsyt időközben törölték a tagok listájáról, az új politikai formációban számára már nem jutott hely, Zsolt pedig még a Népfront megalakulásának hetében, február 6-án hosszas betegeskedés után elhunyt.

### Újjáalakítási kísérletek
Az 1956-os forradalom alatt (ahogy sok más pártot) ezt is megpróbálták újra életre hívni, ebben azonban korábbi rossz politikai tapasztalatai miatt Csécsy Imre (bár felajánlották neki) nem kívánt részt venni. A forradalom leverése után újból megszűnt működni.
1989 elején Rózsa Mihály, későbbi SZDSZ-es ügyvivő alapította újra a pártot.
1989. július 14-én a Magyar Október Párt és a Magyar Radikális Párt demonstrációt tartottak a belvárosi Münnich Ferenc utcában: leragasztották az összes utcatáblát, és felszegezték a Nádor utca feliratot. Július 27-én sikerült megegyezniük a Fővárosi Tanáccsal, hogy a Münnich Ferenc utca visszakapja eredeti elnevezését, a Nádor utca nevet és társadalmi, politikai szervezetek képviselőiből és szakemberekből álló bizottság tekintse át a jelképeket és közterületi elnevezéseket.
1989. november 4-én a Magyar Október Párttal együtt a szovjet nagykövetség előtt tüntettek, és a szovjet csapatok azonnali kivonását követelték.
Aktív tagság híján az újjáalakított párt a rendszerváltás után csendesen elsorvadt.

## Választási eredmények
| Választások | Szavazatok száma | Szavazatok aránya | Mandátumok száma | Mandátumok aránya | Parlamenti szerepe |
| ----------- | ---------------- | ----------------- | ---------------- | ----------------- | ------------------ |
| 1945-ös     | 5 763            | 0,12%             | —                | —                 | nem jutott be      |
| 1947-es     | 85 535           | 1,71%             | 6                | 1,46%             | ellenzék           |